# نظریه دورنما

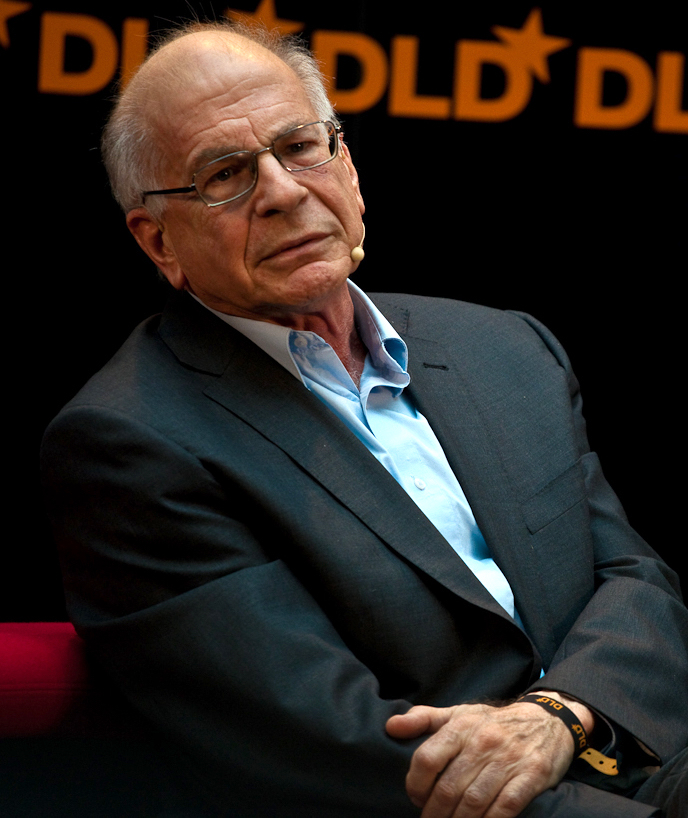
دنیل کانمن فردی که برنده جایزه یادبود نوبل علوم اقتصادی سال ۲۰۰۲ به خاطر اثرش در باب توسعه نظریهٔ دورنما شد.

نظریهٔ دورنما (به انگلیسی: Prospect theory)، یکی از نظریه‌های حوزهٔ اقتصاد رفتاری است. این نظریه به توصیف این موضوع می‌پردازد که مردم چگونه بین گزینه‌های احتمالی مختلف که دارای ریسک هستند و در آن‌ها احتمال هرکدام از پیشامدها مشخص است تصمیم‌گیری می‌کنند. این نظریه بیان می‌کند که مردم به جای تصمیم‌گیری بر پایهٔ پیشامدهای نهایی، براساس پتانسیل ارزش سودها و زیان‌ها تصمیم‌گیری می‌کنند و تعیین این سودها و زیان‌ها براساس تصمیم‌گیری‌های ابتکاری صورت می‌گیرد.
لازم است ذکر شود که این مدل توصیفی است و نه هنجاری، بدین صورت که سعی در مدل‌سازی تصمیمات آنگونه که در واقعیت اتفاق می‌افتند دارد.
این نظریه به عنوان توضیحی دقیق‌تر برای مسئلهٔ تصمیم‌گیری (در مقایسه با نظریهٔ مطلوبیت انتظاری)، در سال ۱۹۷۹ توسط دنیل کانمن و آموس تورسکی خلق و در ۱۹۹۲ توسط آن‌ها بسط داده شد.

## توضیحی مختصر بر نظریهٔ مطلوبیت انتظاری[۱]
مطلوبیت انتظاری نظریه‌ای در باب تصمیم‌گیری در شرایط ریسک است، که در آن هر انتخاب منجر به مجموعه‌ای از پیشامدهای ممکن با احتمال مشخص می‌شود. (ریسک با عدم قطعیت متفاوت است. در عدم قطعیت احتمال خروجی‌ها به صورت کامل مشخص نیست)
نظریهٔ مطلوبیت انتظاری بیان می‌کند که افراد سعی می‌کنند به گونه‌ای بین گزینه‌های ریسکی انتخاب کنند که مطلوبیت انتظاری خود را حداکثر کنند. آن‌ها با در نظر گرفتن مطلوبیت ناشی از هر پیشامد به همراه احتمال وقوع آن، گزینه‌ای با بیشترین وزن را انتخاب می‌کنند.
از هنگامی که برنولی در سال ۱۷۳۸ قانون مطلوبیت انتظاری را مطرح کرد، معمولاً فرض می‌شد که ارزش روانی پول و بیشتر کالاهای دیگر متناسب با مقدار آن‌ها افزایش نمی‌یابد، بلکه از قانون مطلوبیت نهایی نزولی تبعیت می‌کند. در واقع تابع مطلوبیت شکل یک منحنی مقعر را خواهد داشت. افراد همچنین می‌توانند برای یک کالای خاص، مطلوبیت نهایی فزاینده یا ثابتی داشته باشند، که در این صورت منحنی مطلوبیت خطی با شیب مثبت یا منحنی ای محدب خواهد بود.
گرایش یک فرد به سمت ریسک، به صورت مرسوم با توجه به شکل تابع مطلوبیت یا مطلوبیت نهایی وی تعیین می‌شود. فرد ریسک گریز خواهد بود اگر تابع مطلوبیت وی مقعر باشد، نسبت به ریسک خنثی است اگر تابع مطلوبیت وی خطی باشد و در نهایت پذیرندهٔ ریسک است اگر تابع مطلوبیت وی محدب باشد. به‌طور مثال هرکدام از افراد در انتخاب بین دو گزینه، که یکی از آن‌ها به صورت قطعی مطلوبیت x را ایجاد می‌کند و دیگری مانند لاتاری ای است که مطلوبیت انتظاری x را دارد، کدام را انتخاب می‌کنند؟ فرد ریسک گریز گزینهٔ اول را، که قطعی است، نسبت به لاتاری ترجیح می‌دهد، فرد ریسک پذیر لاتاری را انتخاب خواهد کرد و در نهایت فردی که نسبت به ریسک خنثی است بین دو گزینه بی‌تفاوت است. بیشتر افراد نسبت به پیشامدهای پولی ریسک گریز هستند، به این صورت که مثلاً در انتخاب بین دو گزینهٔ بردن ۵۰ دلار به صورت قطعی (یا حتی ۴۰ دلار) و شرکت در لاتاری ای با شانس ۵۰/۵۰ برنده شدن ۱۰۰ دلار در مقابل ۰ دلار، مورد اول یعنی برد قطعی ۵۰ (یا ۴۰ دلار) را انتخاب می‌کنند.
نظریهٔ مطلوبیت انتظاری تحلیل تصمیم‌گیری تحت ریسک را، هم به صورت مدلی هنجاری در انتخاب عقلانی و هم به صورت مدلی توصیفی در تشریح چگونگی رفتار انسان‌ها، تحت سلطهٔ خود درآورد. با این حال این نظریه در توصیف کامل تمامی رفتارهای مشاهده شده موفق نبوده. این ناهمخوانی‌های تجربی در نظریهٔ مطلوبیت انتظاری، کانمن و تورسکی را بر آن داشت تا نظریهٔ دورنما را به عنوان آلترناتیوی برای تصمیم‌گیری تحت ریسک گسترش دهند.

## نظریهٔ دورنما[۱]
نظریهٔ دورنما، به عنوان نظریهٔ آلترناتیوی برای توصیف تصمیمات دارای ریسک، تلاشی است برای به یوغ کشیدن تخطی‌های مشاهده شده در دنیای واقعی از نظریه مطلوبیت نهایی. این نظریه پروسهٔ تصمیم‌گیری را به دو فاز تفکیک می‌کند:
- فاز تصحیح[ت] که در آن آنالیز اولیه از مسئلهٔ انتخاب صورت می‌گیرد. این فاز شامل مشخصات گزینه‌های موجود برای فرد، پیشامدهای احتمالی یا عواقب هر کدام از آنها، و ارزش‌ها و احتمالات همراه هرکدام از این پیشامدها است. این فاز همچنین شامل سازماندهی و فرمول بندی دوبارهٔ گزینه‌های موجود است تا ارزیابی و تصمیم‌گیری نهایی را ساده ساده‌سازی کند.[۳][۴]
- فاز ارزیابی[ث] که در آن چشم‌اندازهای[ج] تصحیح شده ارزیابی می‌شوند و جشم انداز مطلوب انتخاب می‌شود. کانمن و تورسکی مدلی تفصیلی برای فاز ارزیابی گسترش داده‌اند، اما فاز تصحیح یا چارچوب کمتر گسترش داده شده‌است. در واقع هر دو این فازها برای نظریهٔ دورنما ضروری می‌باشند اما به فاز تصحیح توجه کمتری شده‌است.

### فاز تصحیح
فاز تصحیح کردن، شامل عمل‌های ذهنی مختلفی است که مسئلهٔ انتخاب را با تغییر و دگرگونی نمایش پیشامدها و احتمالات، ساده‌سازی می‌کند. بعضی از این اعمال عبارت اند از:
کدسازی: شامل مشخص‌سازی یک نقطهٔ مرجع و چارچوب‌سازی برای پیشامدهاست تا انحرافات (سود یا زیان) نسبت به نقطهٔ مرجع مشخص شود، که این خود بر روی جهت‌گیری نسبت به ریسک تأثیرگذار خواهد بود.
ساده‌سازی: شامل گرد کردن احتمالات یا پیشامدها است که این خود شامل دور انداختن پیشامدهای بسیار نامحتمل با گرد کردن احتمال وقوع آن‌ها به صفر است. این موضوع باعث انحراف از تابع مطلوبیت محاسبه شده می‌شود.
موارد دیگری از این اعمال تصحیحی شامل تشخیص تسلط، ترکیب، تفکیک، الغا و … هستند که با جزئیات بسیار بیشتر توسط کانمن و تورسکی توضیح داده شده‌اند.
تصحیح در واقع ادغامی است از اجزائی که گفته شد و توانایی نظریهٔ دورنما برای توضیح تخطی‌های موجود در مشاهدات، بسیار به تعریف و تحلیل دقیق فاز تصحیح بستگی دارد. با این حال در موقعیت‌های پیچیدهٔ تصمیم‌گیری، پیش‌بینی اینکه مسایل مربوط به انتخاب دقیقاً چگونه تصحیح می‌شوند بسیار دشوار است، زیرا این پروسه همان‌طور که تحت تأثیر ویژگی‌های ذاتی یک مسئلهٔ تصمیم‌گیری است، تحت تأثیر مسایلی مانند نورم‌ها، عادات و توقعات فرد تصمیم گیرنده نیز خواهد بود. همچنین خروجی فاز تصحیح می‌تواند تابعی از ترتیب اجرای اعمال تصحیح‌کننده نیز باشد؛ مثلاً خروجی فاز تصحیح در حالتی که ابتدا ساده‌سازی انجام گیرد و سپس تفکیک، نسبت به حالت برعکس آن می‌تواند بالکل خروجی متفاوتی را ایجاد کند که این خود باعث ایجاد درجه‌ای از غیرقابل پیش‌بینی بودن ایجاد می‌کند.
به این دلایل، کانمن و تورسکی بیشتر تمرکز خود را بر روی فاز ارزیابی دورنما گذاشته‌اند تا فاز تصحیح انتخاب‌ها.
بعد از اینکه فرد گزینه‌های موجود را تصحیح کرد، دورنماهای تصحیح شده را ارزیابی می‌کند و دورنمایی با بیشترین ارزش را انتخاب می‌کند. ارزش وزنی یک دورنما V از این رابطه به‌دست می‌آید:
{\displaystyle V=\sum w(p_{i})*v(x_{i})}

در این رابطه، {\displaystyle p}  احتمال پیشامد {\displaystyle x}  و {\displaystyle w(p)} تابع احتمال وزنی و {\displaystyle v(x)}  تابع ارزش است .
تابع ارزش سه ویژگی مهم دارد:

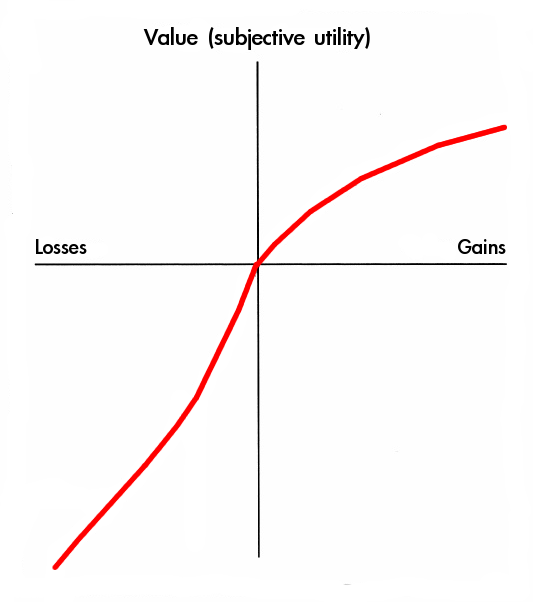
تابع ارزش

1. این تابع نه براساس ارزش کلی به‌دست آمده در یک موقعیت، که براساس انحرافات از یک نقطهٔ مرجع تعریف می‌شود .(بنابراین اگر نقطهٔ مرجع منتقل شود، تابع ارزش نیز با توجه به آن منتقل می‌شود)
2. به‌طور کلی این تابع برای سود مقعر و برای زیان محدب است، که بیانگر ریسک گریزی در ناحیهٔ سود و ریسک‌پذیری در ناحیهٔ ضرر است.
3. شیب منحنی در ناحیهٔ ضرر تندتر است. (احتمالاً با نسبت ۲:۱، با توجه به شواهد تجربی) این ناشی از پدیدهٔ زیان گریزی است و بیان دارد که مطلوبیت نهایی سود سریع تر از عدم مطلوبیت نهایی زیان کاهش می‌یابد. به همین دلیل شکل تابع مطلوبیت چیزی همانند S خواهد بود. در شکل یک تابع ارزش S شکل قابل مشاهده است.

تابع احتمال وزنی اندازهٔ تأثیر احتمال یک رخداد را بر درجهٔ اشتیاق و مطلوبیت یک دورنما مشخص می‌کند. این تابع، تابعی خطی برای احتمال نیست. وزن تصمیمات نیز احتمال نیستند. به صورت کلی وزن تصمیمات می‌تواند تحت تأثیر فاکتورهایی غیر از احتمالات قرار گیرد، فاکتورهایی مانند ابهام یا عدم اطمینان در مورد سطح عدم اطمینان یا ریسک.
شکل یک تابع احتمال وزنی معمول که براساس شواهد آزمایشی به‌دست آمده آورده شده‌است. این تابع ویژگی‌های مختلفی دارد:
1. تابع وزنی در نقاط انتهایی رفتاری متفاوت دارد. این مسئله بیانگر غیرقابل پیش‌بینی بودن رفتار تحت شرایط احتمالات شدیداً کوچک یا بزرگ است. به بیانی دیگر، واریانس تابع احتمال وزنی ثابت نیست و در نواحی نزدیک به ۰ یا ۱ بسیار زیاد می‌شود. کانمن و تروسکی به این غیرقابل پیش‌بینی بودن اذعان دارند و بیان می‌کنند که به دلیل اینکه مردم توانایی محدودی برای درک و ارزیابی احتمالات اکستریم دارند، از رویدادهایی با احتمال وقوع بسیار کم یا چشم پوشی می‌کنند یا به آن‌ها وزن زیادی می‌دهند و همچنین اختلاف بین احتمال بالای یک رویداد با قطعیت در وقوع آن رویداد را یا ناچیز فرض می‌کنند یا بزرگنمایی می‌کنند.
2. با توجه به ویژگی توضیح داده شده در قسمت قبل و دانستن اینکه {\displaystyle w(0)=0}و {\displaystyle w(1)=1}، در نواحی انتهایی تابع با افزایش شدیدی در مقدار تابع وزنی رو به رو هستیم (با اینکه این مقدار را نمی‌توان تعیین کرد). بنابراین تغییرات در احتمالات نزدیک ۰ یا ۱ منتج به اثراتی بسیار زیاد بر ارزیابی دورنما خواهد داشت.
3. شیب تابع در تمام نواحی آن، به غیر از نقاط انتهایی، کوچک‌تر از ۱ است. از آنجایی که شیب منحنی، در واقع بیانگر حساسیت وزن تصمیم و در نتیجه ترجیحات نسبت به تغییرات احتمال است، بنابراین این شیب کمتر از ۱ بدین معناست که حساسیت ترجیحات نسبت به تغییرات احتمال کمتر از آن چیزی است که قانون انتظارات پیشنهاد می‌دهد (البته به غیر از نقاط نزدیک ۰ و ۱)
4. بدون در نظر گرفتن بخشی از احتمالات کوچک که اندازه‌گیری برای آن‌ها ممکن نیست، در بخش‌های موجود به احتمالات کوچک وزن بیشتری داده می‌شود (بالای خط ۴۵ درجه قرار می‌گیرند) در حالی که احتمالات بزرگتر وزن کمتری می‌گیرند (پایین خط ۴۵ درجه قرار می‌گیرند). همچنین می‌بینیم که در بیشتر دامنهٔ موجود، منحنی پایین خط ۴۵ درجه قرار می‌گیرد، که این ما را به ویژگی پنجم می‌رساند.
5. برای تمام {\displaystyle 0<p<1} داریم {\displaystyle w(p)+w(p-1)<1}  . به بیان دیگر، جمع وزن تصمیمات برای تصمیم بین دو گزینه برابر ۱ نخواهد شد.[۶] کانمن و تورسکی این ویژگی را "Subcertainty" نام داده‌اند.

## توضیحات
1. ↑  heuristic
2. ↑  descriptive
3. ↑  normative
4. ↑  editing phase
5. ↑  evaluation phase
6. ↑  prospect
7. ↑  coding
8. ↑  simplification
9. ↑  detection of dominance
10. ↑  combination
11. ↑  segregation
12. ↑  cancellation
13. ↑  weighting function